# 栗原亨 (廃墟愛好家)
栗原 亨（くりはら とおる、1966年7月 - ）は、廃墟に関するフリーライターである。30年以上にわたり約1500ヶ所の廃墟を巡り、青木ヶ原樹海では70体以上の自殺遺体を発見したと自称する。

## 略歴
1966年7月に東京都で生まれて千葉県に在住する。サラリーマンとして妻子との生活と離婚を経て、ウェブサイト『廃墟Explorer』を公開する。
その後、2000年6月にフジテレビのドキュメンタリー『NONFIX』で廃墟探索に魅せられたサラリーマンとして出演し、2002年に『廃墟の歩き方 探索篇』を発売する。勤務先から退職して「廃墟のプロ」を自称し、樹海探索も加えてマスメディアへ露出を自ら図るも、表立つ活動は減少。2013年5月30日に『新・廃墟の歩き方 探訪編』を発売して、同年5月29日にウェブサイトの更新を再開した。

## 出版物

### 監修
- 『廃墟の歩き方　探索篇』（2002年 イースト・プレス）

### 単著
- 『廃墟の歩き方2　潜入篇』（2003年 イースト・プレス）
- 『樹海の歩き方』（2005年 イースト・プレス）
- 『廃墟紀行 — 荒廃した静寂な空間が語る郷愁』（2007年 マガジンランド）
- 『ウソかマコトか!?恐怖の樹海都市伝説』（2008年 秋田書店）
- 『はじめての廃墟の歩き方』（2008年 イースト・プレス）
- 『新・廃墟の歩き方　探索篇』（2013年 二見書房）

### 共著
- 『廃墟ノスタルジア』（2003年 二見書房）
- 『ニッポンの廃墟』（2007年 インディヴィジョン）
- 『ニッポン地下観光ガイド』（2008年 アスペクト）

### 連載
- 「廃墟マニアックス」『ワンダーJAPAN』（2005年 - 三才ブックス）

## オリジナルビデオ
- 『廃墟 解体新書』『樹海 解体新書』（監修 2004年 GPミュージアムソフト）

## 催事
- 『Tokyo Ruin Night』（2006年11月25日 我無双）
- 『秘密の廃墟、廃墟の秘密。』（2008年9月6日 ジュンク堂書店新宿店）
- 『廃墟ナイト』（2010年1月17日 東京カルチャーカルチャー）